# Fijismo

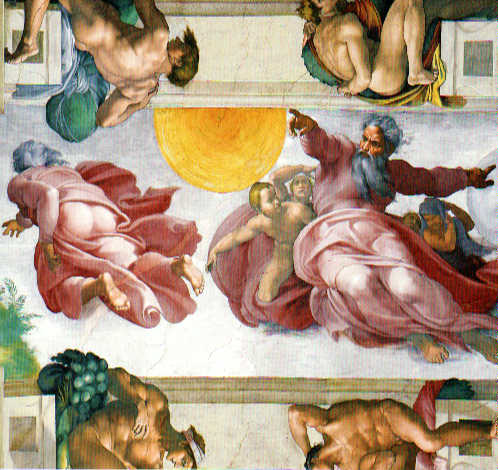
Creación de estrellas y planetas

El fijismo o teoría fijista es una teoría que sostiene que las especies han permanecido básicamente invariables (sin evolucionar) desde la Creación. Las especies serían, por tanto inmutables, tal y como fueron creadas. Los fósiles serían restos de los animales que perecieron en los diluvios bíblicos o bien caprichos de la naturaleza (según teorías como la de la vis plastica). El fijismo describe la naturaleza en su totalidad como una realidad definitiva, inmutable y totalmente finalizada.

## Fijismo y biología moderna
El descubrimiento de fósiles desde la antigüedad, así como otros datos de la naturaleza, llevaron a pensadores de diversas culturas a intuir la idea de evolución. En la Grecia clásica, Anaximandro (siglo VI a. C.) ha dejado constancia de esto. Tampoco la teología cristiana ha estado indisociablemente ligada al fijismo a lo largo de su historia. Así, Tomás de Aquino y San Agustín negaron que Dios hubiera creado todas las especies en los primeros seis días. Según esta corriente teológica, Dios habría conferido un poder productor o creador a diferentes elementos de la Naturaleza y este poder sería el responsable de la creación de vida en distintos momentos de la historia de la Tierra.
El fijismo como hipótesis científica no se formalizó sino hasta mediados del siglo XVIII en la obra de Carlos Linneo (1707-1778); el muy reconocido naturalista sueco, quien asentó las bases de la taxonomía moderna, desarrolló formalmente el fijismo; mantuvo que las especies se habían creado de forma separada e independiente y negó la posibilidad del origen común de los seres vivos. Hay que decir que el objetivo fundamental de Linneo era establecer la grandeza de Dios (el más poderoso) y de su creación, con lo que era consecuente.
El zoólogo y naturalista Georges Cuvier (1769-1832), impulsor de la anatomía comparada y de la paleontología, fue otro de los científicos ilustres que se posicionaron a favor del fijismo. Ante el incesante descubrimiento de fósiles de especies desaparecidas, Cuvier fue el padre de la teoría fijista conocida como catastrofismo, formulada para explicar la diversidad de los organismos fósiles que contradecían el fijismo y algo más creíble que otras teorías, como la de la vis plastica, que proponían los fósiles como caprichos de la naturaleza.[cita requerida]
En el siglo XIX se acumularon las evidencias históricas, especialmente el hallazgo de dinosaurios, que hacían cada vez más difícil la aceptación del fijismo. La publicación de El origen de las especies desató una polémica que, finalmente, condujo a la aceptación del hecho de la evolución por la gran mayoría de los naturalistas, si bien la teoría evolutiva de Charles Darwin tardaría más tiempo en ser aceptada definitivamente.[cita requerida]

## Fijismo en la actualidad
Actualmente en Estados Unidos los seguidores del fijismo intentan que sea enseñado en las escuelas en igualdad de condiciones a la teoría de la evolución.
Sin embargo, desde un punto de vista científico, el fijismo no tiene hoy ninguna credencial, siendo radicalmente rechazado por todas las ciencias que aceptan la teoría de la evolución como base: la paleontología se ocupa del estudio de los fósiles y de su correlación las respectivas épocas geológicas, la biología poblacional explica la distribución geográfica de las especies atendiendo a su origen evolutivo, la anatomía comparada tiene como uno de sus objetivos fundamentales la identificación de homologías, la biología evolutiva del desarrollo ha descubierto multitud de homologías moleculares en organismos filogenéticamente lejanos (véase el artículo genes HOX) y, partiendo de todas estas evidencias, el análisis filogenético se ocupa del establecimiento de las filogenias. Lo mismo sucede con disciplinas relacionadas. Así, la investigación con animales con fines médicos no tendría sentido si se negara la continuidad biótica.

## Algunos fijistas
Algunos fijistas que se pueden destacar son los siguientes:

### Carlos Linneo (1707-1778)
Clasificador de todas las especies vivientes, especialmente los vegetales. Decía que se podían numerar tantas especies como diversas formas se crearon al principio. Linneo es llamado el padre de la taxonomía. El aporte de Linneo fue clave para la eventual explicación de la evolución de las especies, pues permite crear cuadros filogenéticos, gracias a su sistema binomial para definir a cada ser vivo por un nombre genérico y otro específico, expuesto en obras como  Species Plantarum y Systema naturae. Con este aporte, el siguiente paso fue encontrar relaciones y analogías entre las especies, y que cómo estas podían agruparse en un mismo género. Sobre esta base clasificadora, se pudo encontrar sus troncos evolutivos comunes. Esta es la base de la obra de Charles Darwin,  El origen de las especies, que permitió explicar la dinámica evolutiva y el principio general de la Selección natural, que permitió el surgimiento de la diversidad biológica, que de previo había sido presentada en los órdenes taxonómicos de Linneo. Las limitaciones del contexto histórico de Linneo, no le permitieron tener un marco explicativo sobre los orígenes de esta diversidad biológica, en sus géneros, familias, órdenes y especies, asumiendo por defecto, que las especies, eran fijas. No obstante, sus aportes sentaron las bases para cambiar este paradigma dominante, por uno no-fijista, es decir, evolucionista. Así que, aunque Linneo puede ser catalogado como fijista, 'nunca se adhirió a las tesis creacionistas'.

### Georges Cuvier (1769-1832)
Estuvo muy interesado en anatomía y paleontología por esta razón es llamado el padre de la paleontología. También decía que cada especie es una realidad fija a partir de su creación guiándose por una idea catastrofista en la cual planteó que cuando las especies morían dejaban una semilla y de ahí las mismas especies se reproducían. Estaba en desacuerdo con la evolución, ya que no compartía las ideas de Lamarck.

### Louis Pasteur  (1822-1895)
Se puede considerar un fijista de perfil "evolucionista", porque su idea era que todo ser vivo procede de otro ser vivo y en ese sentido, sienta las bases para romper con el paradigma fijista. Realizó una serie de experimentos, que refutaron la Teoría de la generación espontánea, aceptada por muchos fijistas-creacionistas y que probaron definitivamente que también los microbios se originaban a partir de otros microorganismos. 
Siguiendo la recomendación de Antoine-Jérôme Balard,utilizó dos frascos de cuello de cisne (similares a un Balón de destilación con boca larga y encorvada). Estos matraces tienen los cuellos muy alargados que se van haciendo cada vez más finos, terminando en una apertura pequeña, y tienen forma de "S". En cada uno de ellos metió cantidades iguales de caldo de carne (o caldo nutritivo) y los hizo hervir para poder eliminar los posibles microorganismos presentes en el caldo. La forma de "S" era para que el aire pudiera entrar y que los microorganismos se quedasen en la parte más baja del tubo. Pasado un tiempo observó que ninguno de los caldos presentaba señales de la presencia de microorganismos y cortó el tubo de uno de los matraces. El matraz abierto tardó poco en descomponerse, mientras que el cerrado permaneció en su estado inicial. Pasteur demostró así que los microorganismos tampoco provenían de la generación espontánea. 
Gracias a Pasteur, la idea de la generación espontánea fue desterrada del pensamiento científico y a partir de entonces se aceptó de forma general el principio que decía que todo ser vivo procede de otro ser vivo.
Como tal fue el creador de la microbiología, disciplina que pronto se incorporó al paradigma evolucionista-materialista, y sus aportes, -aunque en un principio se adhiriera a tesis fijistas-, permitieron más bien, que se refutara finalmente las teorías del creacionismo-fijista tradicional. Pasteur, nunca se adhirió a ninguna postura creacionista de manera explícita y más bien, su obra es la puerta para las teorías y estudios materialistas sobre el origen de la vida, esto pues, ese Misterio de todos los Misterios, a cómo Darwin denominó  al origen de los seres vivos, no se explicaría por teorías como la Generación Espontánea, ni mucho menos por una "creación primordial"; se requiere entonces, una explicación alternativa para dar cuenta del paso de lo inorgánico a lo orgánico, de cómo esto pudo darse en las condiciones de la atmósfera primitiva planetaria, y en un hipotético caldo primigenio. Tal explicación llegará a ser teorizada a principios del siglo XX por Aleksandr Oparin. Estas ideas tendrán una aproximación experimental en los laboratorios, por primera vez en 1952, con el Experimento de Miller y Urey; que representa el inicio de la abiogénesis experimental, y la primera comprobación de cómo pudieron formarse moléculas orgánicas a partir de sustancias inorgánicas simples en condiciones ambientales adecuadas.
El paradigma "creacionista-fijista", quedaba, finalmente superado, y la obra de Pasteur, fue clave para ello. Hoy las investigaciones han avanzado mucho más allá de los primeros aminoácidos a partir de un caldo primigenio, y ha sido posible dar cuenta y probar experimentalmente el surgimiento de ácidos nucléicos, a partir de moléculas químicas inorgánicas,  tal que, todas estas moléculas podrían haberse formado en la superficie de la Tierra a partir tan solo de cianuro de hidrógeno (HCN), sulfuro de hidrógeno (H2S) y la radiación ultravioleta del Sol.